# جبرايل
جبرايلهي قرية لبنانية من قرى قضاء عكار في محافظة الشمال.
تبعد جبرايل حوالي 120 كلم (74.568 مي) عن بيروت عاصمة لبنان. ترتفع حوالي 420 م (1378.02 قدم - 459.312 يارد) عن سطح البحر وتمتد على مساحة تُقدَّر بـ 553 هكتاراً (5.53 كلم²- 2.13458 مي²).